# Poarta Damascului

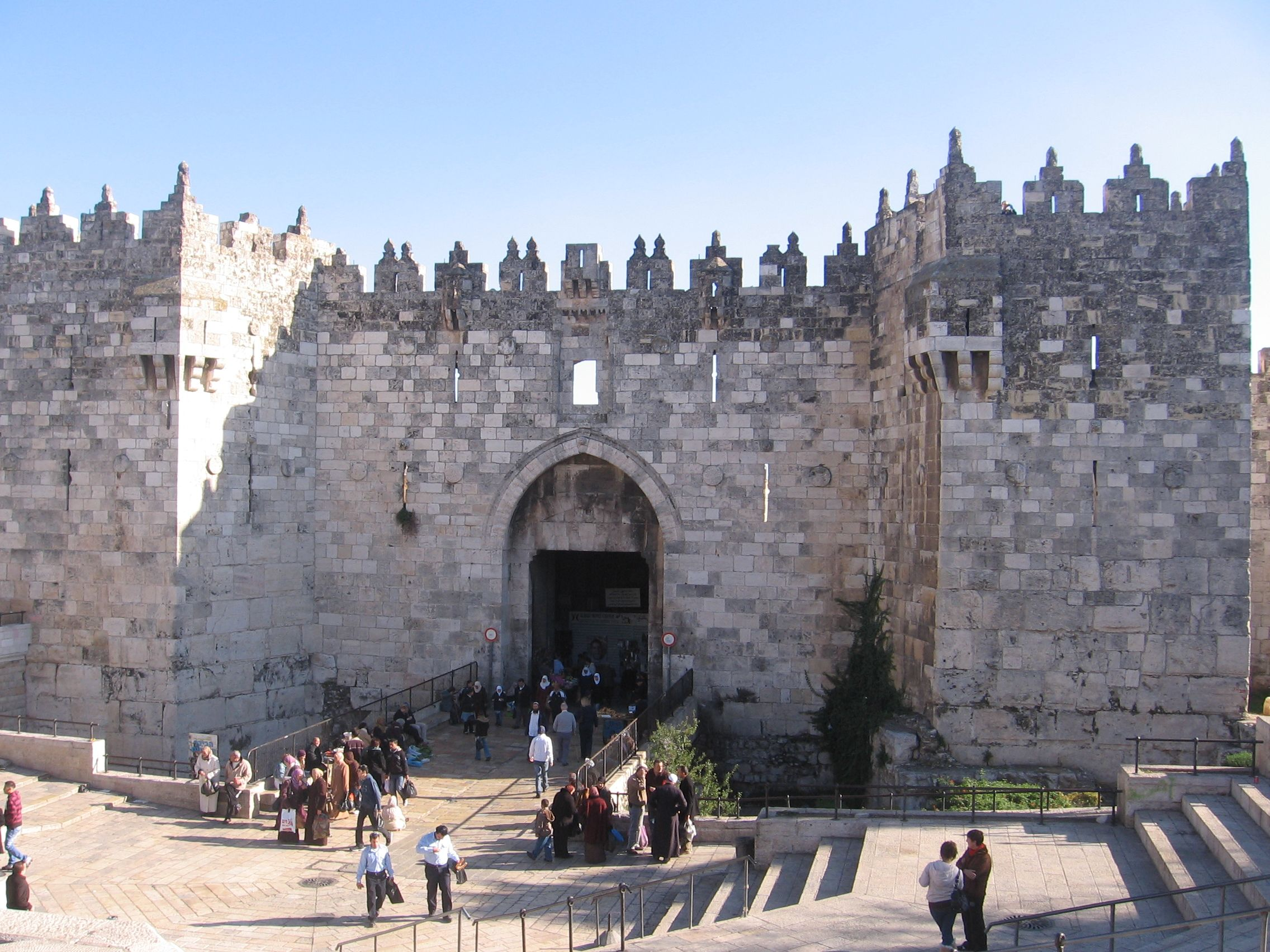
Poarta Damasc

Harta Orașului Vechi Ierusalim. Poarta Damascului - la nr.2 la limita de nord, între cartierul creștin și cel musulman
Nr.1 - Poarta Nouă, Nr.3 Poarta Irod, Nr.4 Poarta Sf. Ștefan,Nr.5 - Poarta de aur (astupată), Nr.6 Poarta Gunoaielor, Nr.7 Poarta Sion, Nr.8 Poarta Jaffa.

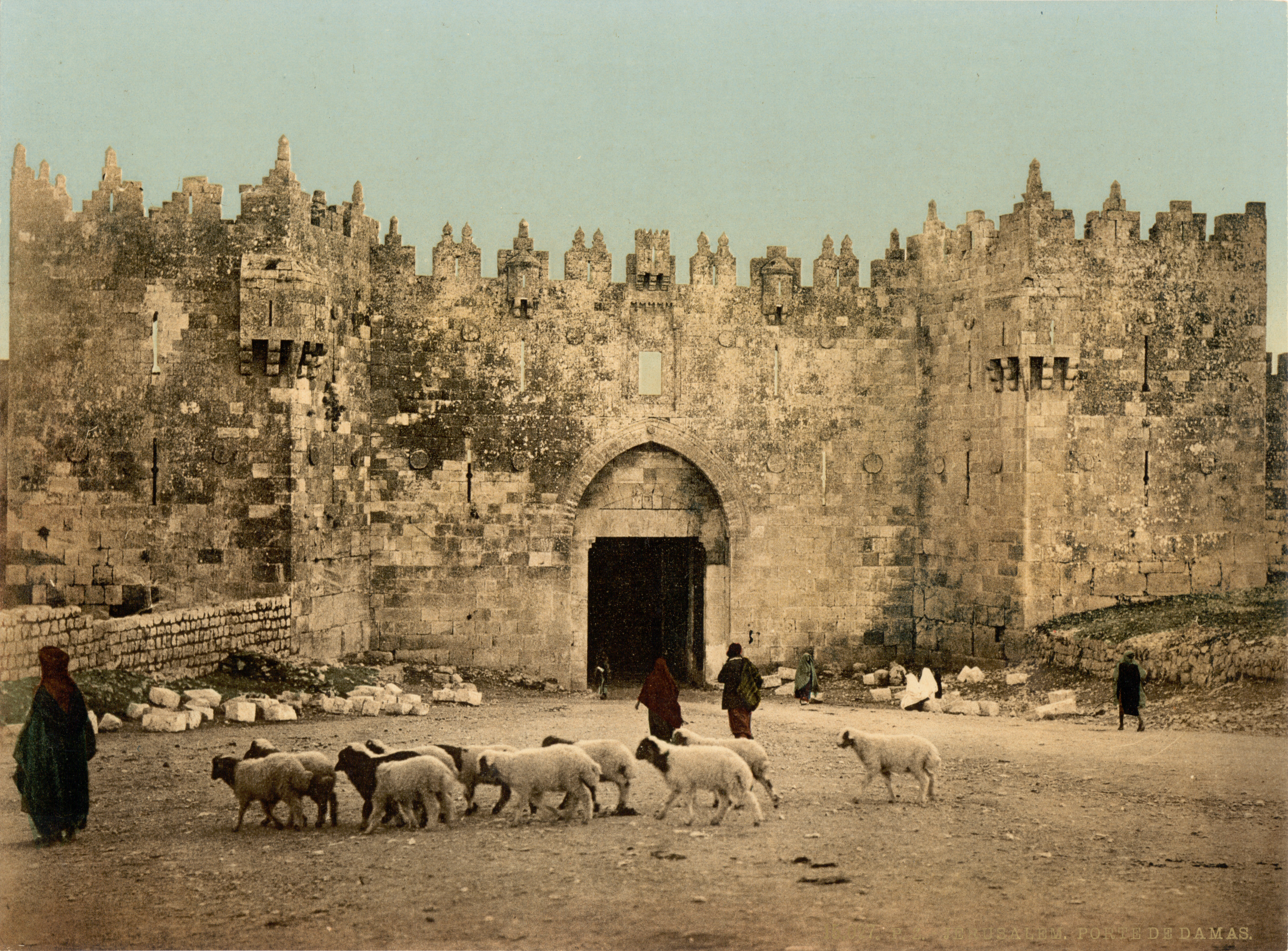
Poarta Damascului din Ierusalim în anul 1900

Poarta Damascului sau Poarta Damasc (cunoscută și ca Poarta Shhem sau Nablus), (în ebraică שער שכם, transliterat: Shaar Shhem, în arabă باب العامود, transliterat: Bab al Amud, adică Poarta Coloanei, în engleză Damascus Gate) este, la Ierusalim, o poartă importantă a vechiului oraș, care, a fost, alături de poarta Jaffa, cea dintâi construită în 1535-1538, din porunca sultanului otoman Soliman Magnificul pe locul unei porți antice existente din vremea romană.
Ea este cea mai maiestuoasă și mai împodobită poartă a zidurilor Orașului Vechi Ierusalim, considerată ca exemplul cel mai valoros de arhitectură otomană din regiune.

În acelaș timp, este și poarta cu cea mai mare aglomerație de oameni. Ea se află la marginea bazarului arab din Orașul Vechi și în imediata ei preajmă se desfășoară o intensă activitate comercială. De la ea pornește spre nord drumul spre orașul Nablus, iar, în antichitate, în continuare calea spre capitala siriană Damasc.

## Numele
În vremea împăratului Adrian poarta se numea Porta Neapolis sau Neapolitana, din cauza așezării la începutul drumului spre Nablus (Neapolis) 
Acest toponim a fost preluat, în traducere, și de evrei, care o numesc până astăzi Shaar Shhem (Shhem, sau Sichem în versiunile traduse ale Bibliei, fiind numele ebraic al orașului Neapolis/Nablus).
În 1166 - 1171 călătorul evreu Beniamin din Tudela a descris patru porți, din care Poarta lui Avraham pare sa fie Poarta Damascului. 
Denumiri alternative creștine din vechime au fost Porta Benjamin și Porta Stephani. Arabii folosesc până astăzi denumirea de Bab al Amud (Poarta coloanei) iar creștinii, apoi și autoritățile otomane, au preferat numele de Poarta Damascului (în turcă Șam Kapısı).
Denumirea Poarta Ștefan sau Porta Stephani a fost folosită de creștini mai multe sute de ani, inclusiv în secolul al XII-lea, când de aici se ajungea, în apropiere, la biserica Sfântul Ștefan sau Saint Étienne, pe locul căreia se afla astăzi o mănăstire dominicană.
Numele de Poarta Ștefan se datora faptului că, după tradiție, în acest loc, în afara zidurilor Ierusalimului, s-ar fi desfășurat execuția prin lapidare a Sfântului arhidiacon Ștefan, cel dintâi martir al creștinismului.
Numele Porta Stephani a fost atribuit ulterior unei alte porți din zidul de răsărit (Poarta leilor).

## Istoria

### Antichitate

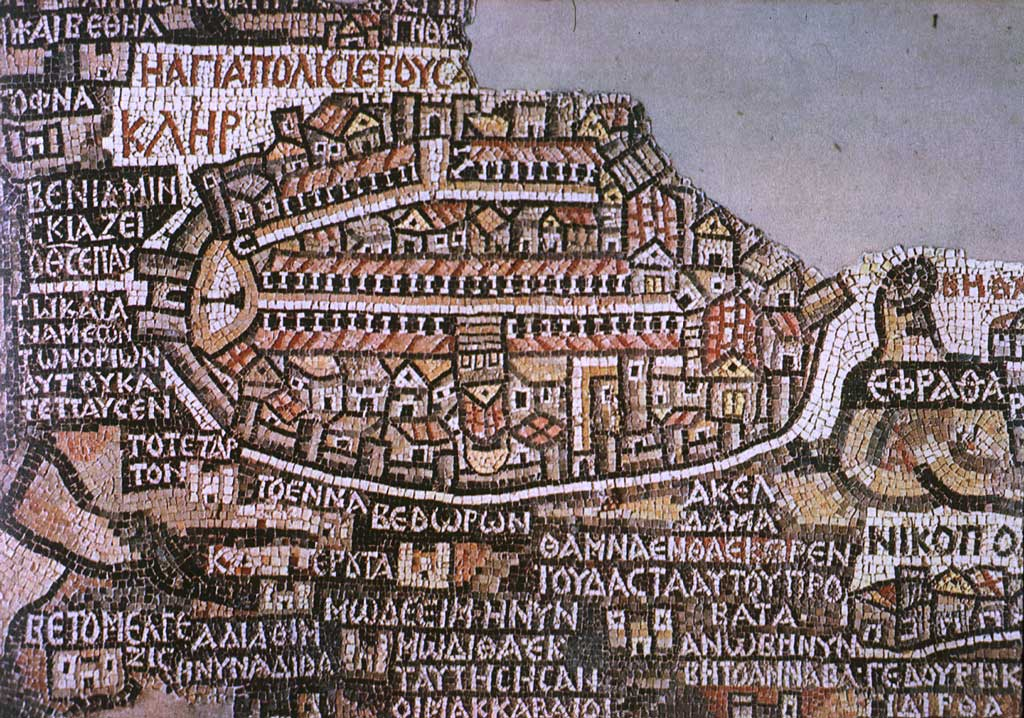
Harta de pe mozaicul de la Madaba, 580 e.n., în centrul căreia se vede Ierusalimul traversat de Cardo Maximus,la al cărui capăt din stânga (nord) se vede Poarta Damascului şi coloana lui Adrian

Poarta originală a fost probabil construită în timpul regatului antic evreiesc, în anii celui de-al Doilea Templu, când regele Herodes Antipas (în ebraică Hordos Antipas) a extins zidurile cetății.
Dedesubtul podului care unește poarta cu drumul Nablusului (Shhem) s-au găsit o ușă boltită închisă, și de ambele părți ale ei - fundamente și baze de coloane din anii 41-44 e.n., din vremea regelui Herodes Antipas, care au slujit mai târziu și colonia romană Aelia Capitolina întemeiată de împăratul Adrian în locul Ierusalimului. Pe piatra de căpătâi a arcului ușii se vede o inscripție romană neclară din secolul al III-lea e.n. care menționează Colonia Aelia Capitolina.
În timpul lui Adrian în secolul al II-lea e.n.,
romanii au clădit o poartă nouă (asa și se numea:Poarta Nouă) În piața romană de dincolo de poartă, în interiorul cetății, se înălța coloana triumfală a împăratului Adrian, însemnată și pe Harta de la Madaba (sec. al VI-lea e.n.), de unde provine numele arab al porții Damasc - Bab al Amud - Poarta Coloanei.
Coloana a mai dăinuit în epoca bizantină, când, s-ar putea ca statuia împăratului să fi fost înlocuită cu o cruce, dar nu a supraviețuit. În schimb, poarta romană și o parte din piața pietruită romană mai poate fi văzută datorită săpăturilor făcute în timpul regimului mandatar britanic.
Poarta romană era compusă din trei intrări cu arcuri, una mare centrală, înlocuită de actuala poarta Damasc și două mici laterale, dintre care a rămas integral cea dinspre est.
Pe partea inferioară a primei pietre deasupra arcului roman se poate vedea inscripția:
CO.AEL.CAP.D.D. adica COLONIA AELIA CAPITOLINA DECRETO DECURIONUM (ordinul celor zece aleși, n.n. ai orașului)

Coridorul din spatele porții duce la secțiunea internă a turnului de est al porții, unul din cele două turnuri aflate de o parte și de alta a porții.
Turnul s-a păstrat în întreaga lui înălțime de 12 m și doar plafonul sau este o adăugire mai târzie.
Casa scărilor care duce la vârful turnului s-a menținut în forma sa originală și duce în prezent la promenada de pe zidurile cetății.
Din piața originala romană, vizibilă datorită excavațiilor, se vede pornind strada principală a orașului - Cardo - în direcția miazăzi. Atât piața cât și strada sunt însemnate pe harta de la Madaba.
Construcția cea mai antică gasită în perimetrul Porții Damasc este un turn al porții din primul secol î.e.n.- din perioada regelui Irod (Herodes). Ruinele lui se găsesc dedesubtul porții actuale.
Ca și alte porți de cetate din vechime, Poarta Damasc este convolută: se intră mai întâi spre stânga, și apoi spre dreapta, așa ca dușmanul să nu se poată năpusti cu repeziciune spre interiorul cetății.

### Evul mediu
În secolele al VII-lea - al X-lea - epoca arabă timpurie - s-au făcut modificări în structura porții și a zonei alăturate.
O parte din deschizăturile porții au fost astupate, turnurile au fost transformate în teascuri pentru producerea de ulei, casele scărilor au devenit cisterne de apă,iar in fata porții exterioare s-au construit de asemenea cisterne mari de apă.
În secolul al XII-lea, în vremea cruciaților, întreaga poartă a fost astupată și s-a clădit o poartă nouă la un nivel mai ridicat. Ea se vede tot dedesubtul podului de la intrare.
Prin porțile de nord, inclusiv Poarta Damascului, la 15 iulie 1099, la amiază, au pătruns în Ierusalim cruciații conduși de Godefroi de Bouillon, Robert de Flandra și Robert de Normandia. Prima breșă în ziduri au facut-o în preajma porții Herodes (a Florilor). În timpul stăpânirii cruciate deasupra pieții interioare s-au clădit case, doar o parte din ea servind drept stradă.
Din acea epocă, la coborârea spre excavațiile vestigiilor romane, au rămas ruinele unei capele cu fresce ) (după unii ar fi vestigiile bisericii St. Abraham, dar identificarea este contestată),și o parte a străzii medievale, În plus, se remarcă și un semn antic marcând prezența Legiunii a X-a romane.
Se stie ca în secolul al XIII-lea împăratul german Frederic al II-lea, devenit vreme de zece ani suveran al Iersualimului, a ordonat cavalerilor teutoni să întărească poarta, numită pe atunci St.Ștefan.
În secolele al XIII-lea - al XV-lea, în epoca mamelucă, case din zonă au fost restaurate și, de asemenea, s-au adăugat bolți în continuarea străzii spre sud.
În timpul domniei sultanului otoman Soliman Magnificul, arhitectul său de curte, Mimar Sinan a proiectat, între altele, și noua Poartă zisă a Damascului.
În anii 1535-1538 turcii au clădit poarta actuală pe locul părții superioare a deschiderii centrale a porții antice romane. Turnurile romane au servit drept fundament turnurilor noi, iar in interiorul camerelor cruciate-mameluce s-au înălțat ziduri groase ca temelii ale porții otomane.
Poarta a fost clădită într-un stil fastuos, disproporționat față de celelalte porți ale cetății.
Înălțimea ei este de 5m, are două turnuri, ambele echipate cu machicoulis și este prevăzută cu creneluri, ambrazuri, ornamente de piatră, inscripții, o ușă somptuoasă de lemn acoperită cu metal etc.
Deasupra arcului porții se afla o fereastră și un turnuleț.
O inscripție în limba arabă deasupra intrării face cunoscut că «Cel ce a poruncit zidirea acestui binecuvântat zid a fost marele sultan, strălucitul conducător, sultanul turcilor, arabilor și persanilor, (Suleiman fiul) lui  Selim Han, să-i dea Allah domnie și stăpânire veșnică».

De asemenea apare scris și versetul crezului musulman ”Nu există alt dumnezeu decât Allah și Muhammad este trimisul său”. 
După mărturia călătorului Evlia Celebi, in secolul al XVII-lea, în preajma Porții funcționa o mare mănăstire de derviși.
În secolul al XX-lea zona Porții Damasc a fost excavată în anii 1934-1937, 1964- 1967 și 1980-1984. În anii 1960 s-a construit un pod în fața intrării, de deasupra vestigiilor antice.

### Epoca modernă și contemporană
Însemnat loc de adunare public, Poarta Damascului a fost martoră la numeroase evenimente din istoria orașului.De pildă, vizita în 1898 a kaiserului Wilhelm al II-lea, care și-a instalat tabăra în apropierea ei, și l-a primit in audiență, între alții, și pe întemeietorul sionismului, Theodor Herzl. Mai târziu ea a fost scena execuției publice, prin spânzurare, a unor soldați arabi acuzați de spionaj, în vremea guvernatorului turc Ahmet Camal Pașa din zilele Primului Război Mondial.
O vreme, în timpul mandatului britanic, în apropierea Porții Damascului au locuit în Orașul Vechi și un număr mic de evrei hasidim. De asemenea, după 1875, în afara zidurilor, vis a vis de Poarta Damascului a existat un mic cartier evreiesc, numit Kiriyá Neemaná, care a fost atacat în timpul revoltei arabe din 1929.
În cursul Războiului de independență a Israelului, cartierul arab Musrara, de asemenea aflat în fața zonei porții Damascului, a fost ocupat de luptători evrei iar populația lui a fugit. Dupa război a fost populat cu noi imigranți evrei, mai ales din Africa de Nord.
Din zona Porții Damascului au pornit în 1948 unități ale armatei arabe transiordaniene pentru a ataca cartierele evreiești din vestul Ierusalimului, dar au fost oprite. În schimb Poarta Damascului a fost între 1948-1967, împreună cu întregul Oraș Vechi, anexat de Transiordania, ulterior Iordania. Granița cu Israelul trecea la 200 m la nord de poartă.
În iunie 1967 în timpul Războiului de Șase Zile au avut loc și la Poarta Damascului lupte grele între armata iordaniană și parașutiști israelieni, care, în cele din urmă au cucerit-o.

## Perimetrul Porții Damascului
După intrarea prin poartă Damascului, la dreapta se află Cartierul Creștin, iar la stânga Cartierul Musulman. La mijloc, spre dreapta, se găsește piața de ulei de măsline, în arabă Suk Khan al-Zeit.
La stânga, înainte spre sud, prin cartierul musulman trece, pe locul anticului Cardo și al văii Tirapion, strada principală Hagay („a Văii”), în arabă El Wad, care străbate orașul vechi până în aria din fața Muntelui Templului.
La o intersecție mai spre sud trece Via Dolorosa.
Actualmente, poarta servește drept legătură, numai pentru pietoni, între Orașul Vechi și cartierele Ierusalimului de est din afara lui.
Spre nord pornește de aici Calea Nablusului, prin care se ajunge în cartierul arab Shekh Jarrakh, și în afara orașului, continuă cu drumul spre Nablus, Samaria, Galileea și în vreme de pace, până la Damasc.
Spre vest, în direcția străzii Jaffa din Orașul Nou, trece Calea Hatzanhanim ("a Parașutiștilor"), iar spre nord vest strada Haneviyim (a Profeților, în trecut strada Consulilor) leagă Poarta Damascului de mai multe cartiere evreiești.
În zilele de vineri prin poartă trec zeci de mii de credincioși musulmani de pe tot cuprinsul teritoriului controlat de Autoritatea Palestiniană și al Israelului, care vin la serviciul divin din Moscheea Al-Aqsa de pe Muntele Templului (Haram ash Sharif).
In zilele de sâmbătă și de sărbătorile iudaice, numeroși evrei din cartierul Mea Shearim și cartierele vecine, trec de asemenea prin Poarta Damasc în drumul spre Zidul de apus.
În anul 2010 au început lucrări de restaurare a porții.
La inceputul secolului al XXI-lea s-a construit în fața porții actuala intrare în formă de amfiteatru.
Ea cuprinde mai multe rânduri de trepte pentru intrarea
și ieșirea din Orasul Vechi și circa 500 locuri de șezut
în fața porții.

## Peșterile
În apropiere de Poarta Damascului, sub zid se află o deschizătură spre Peștera regelui Sedechia (Tzidkiyahu), numită în arabă Peștera bumbacului (Magharat al Kitanin). De aceea, un timp, în evul mediu Poarta Damascului ar fi fost numită în arabă și Poarta Peșterii - Bab Al Maghara.
În apropiere se mai află o peșteră numită Hatzer Hamatara și o grotă funerară Kever Hagan (Mormântul grădinii)